# Euchlaenidia rhombifera
Euchlaenidia rhombifera là một loài bướm đêm thuộc phân họ Arctiinae, họ Erebidae.